# People Can Fly
People Can Fly is een Pools computerspelontwikkelaar, opgericht in februari 2002 door Adrian Chmielarz in Warschau. Hun eerste computerspel was Painkiller uit 2004.
People Can Fly werkte ook samen met Epic Games aan de pc-versie van Gears of War en multiplayer-maps voor Gears of War 2.

## Overname door Epic
In 2007 nam Epic Games een meerderheidsaandeel in het bedrijf. Het bedrijf werd volledig eigendom van Epic in 2012 en ging door onder de naam "Epic Games Poland". Op 24 juni 2015 werd bekend dat het bedrijf weer zelfstandig werd en onder hun oude naam en logo doorgaan.

## Ontwikkelde spellen
| Jaar | Titel                          | Platform                                                                  | Opmerking               |
| ---- | ------------------------------ | ------------------------------------------------------------------------- | ----------------------- |
| 2004 | Painkiller                     | Windows                                                                   |                         |
| 2004 | Painkiller: Battle Out of Hell | Windows                                                                   | uitbreidingsset         |
| 2006 | Painkiller: Hell Wars          | Xbox                                                                      | Xbox-port               |
| 2007 | Gears of War                   | Windows                                                                   | pc-port                 |
| 2008 | Gears of War 2                 | Windows, Xbox 360                                                         | multiplayer-maps        |
| 2011 | Bulletstorm                    | Windows, PlayStation 3, Xbox 360                                          | i.s.m. Epic Games       |
| 2013 | Gears of War: Judgment         | Xbox 360                                                                  | als 'Epic Games Poland' |
| 2017 | Fortnite                       | Windows, MacOS, PlayStation 4, Xbox One, Iphone, Android, Nintendo Switch | i.s.m. Epic Games       |

## Trivia
De naam 'People Can Fly' is afkomstig van een citaat uit de film Kalifornia dat werd gebruikt in een muzieknummer van de groep Astral Projection.